# TRIART
株式会社TRIART（トライアート）は、研究開発を主とする日本の企業である。
TRIARTという名前は「Triangle Architect」建築物等の柱など、力のかかる部分を補強している、いわゆる『三角形で支える構造』をあらわしている。

## 概要
九州工業大学情報工学部に端を発するラボラトリー型の情報技術創出企業。情報技術の研究、開発を主とする。2007年6月に日本初となるFlashLite1.1によるFlashサイト運用サービス『MOSE』をリリース。2010年1月には既存携帯公式サイトにFlashを容易に追加構築する新技術『XCOA ADON』をリリース。
2012年6月にはiPhone・iPadをフックとした遠隔医療システム『XMIX（エクスミクス）』をリリースし医療分野に参入した。P2Pブロックチェーン通信を駆使した最先端の遠隔医療システムを開発・提供している。2018年1月より、株式会社ミツフジと業務提携を行い、プロボクサー選手村田諒太の協力のもと、スポーツ選手の体調管理や能力強化に役立つシステム開発を開始。
2014年よりAI画像比較システム『MIIDEL（ミーデル）』をリリースし、建築業界をはじめとする200社以上の導入数を誇る。

## 主な事業
- MOSE - モバイルFlashサイト構築CMSサービス展開事業。2011年2月10日、スマートフォン（iPhone、アンドロイド）に対応。
- XCOA Lite - 高速SWF書き換えエンジンのサービス展開事業
- XCOA ADON - 既存公式サイトにFlashサイトを用意に構築できるサービス展開事業
- 着せ替え - 携帯電話のメニュー等の着せ替えを動的に生成するシステムの展開事業
- 待ち受けカレンダー - 携帯向け待ちうけカレンダー作成展開事業
- 電子書籍 - 超高速ページめくり機能の電子書籍ビューワ事業
- 医療分野 - 日本初となるスマートフォンを活用した遠隔医療システムなど
- XCOA CAM - トヨタ自動車九州との共同開発により世界初のセキュリティカメラアプリをリリース。撮影した写真が端末に残らずに、指定したサーバに飛ぶアプリ事業
- MIIDEL - 画像分析差分システム。書類・図面・画像差異部分を色別認識により表示させ、AIによるサイズ自動補正機能も搭載。

## 主な実績
- 2007.06　『MOSE』をサービスイン
- 2007.09　『MOSE』が日本経済産業新聞にて掲載
- 2008.03　『MOSE』が日本経済産業新聞にて掲載
- 2008.03　『北九州ビジネスプランコンテスト2007』において最優秀賞を受賞
- 2008.03　『東京ガールズコレクション'08』において『MOSE』が導入
- 2008.04　『第1回ケータイFlashサイトデザインコンテスト』においてカプコン賞受賞
- 2010.01　『XCOA ADON』をサービスイン
- 2010.01　『XCOA ADON』が日本経済新聞にて掲載
- 2010.07　『XCOA Lite』を一般提供開始
- 2011.02　『MOSE』がスマートフォン対応
- 2011.04　『MOSE』スマートフォン対応の固定テンプレート追加
- 2011.04　 弊社電子書籍ビューワが『東京ガールズコレクション'11SS』のデジタルガイドブックに導入
- 2011.04　 弊社電子書籍ビューワが『ジェイヌード』の電子版に導入
- 2012.04　 iPhone・iPadを利用した遠隔医療システム『XMIX（エクスミクス）』を発表
- 2014.02　 トヨタ自動車九州との共同開発により世界初のセキュリティカメラアプリを発表
- 2014.07　 熊本大学医学部附属病院および熊本県内の6医療機関 にて遠隔医療システム『XMIX（エクスミクス）』導入
- 2016.07　 ミャンマー中部地方地域の妊産婦検診の改善に向けた案件化調査にて遠隔医療システム『XMIX（エクスミクス）』を導入
- 2017.09　 トヨタ自動車九州株式会社との共同開発により『FLEXTHY(フレキシー)』の開発・運用を開始
- 2017.09　 双日九州株式会社と業務提携
- 2018.01　 プロボクサーの村田諒太氏・株式会社ミツフジと連携しスポーツ選手の体調管理や能力強化に役立つシステム開発を開始